# Хантерс Крик Вилиџ (Тексас)
Хантерс Крик Вилиџ (енгл. Hunters Creek Village) град је у америчкој савезној држави Тексас. По попису становништва из 2010. у њему је живело 4.367 становника.

## Демографија
Према попису становништва из 2010. у граду је живело 4.367 становника, што је 7 (0,2%) становника мање него 2000. године.
| Група             | 2000.         | 2010.         |
| Белци             | 3.949 (90,3%) | 3.788 (86,7%) |
| Афроамериканци    | 16 (0,4%)     | 46 (1,1%)     |
| Азијати           | 210 (4,8%)    | 263 (6,0%)    |
| Хиспаноамериканци | 157 (3,6%)    | 197 (4,5%)    |
| Укупно            | 4.374         | 4.367         |